# تراث تشيلي

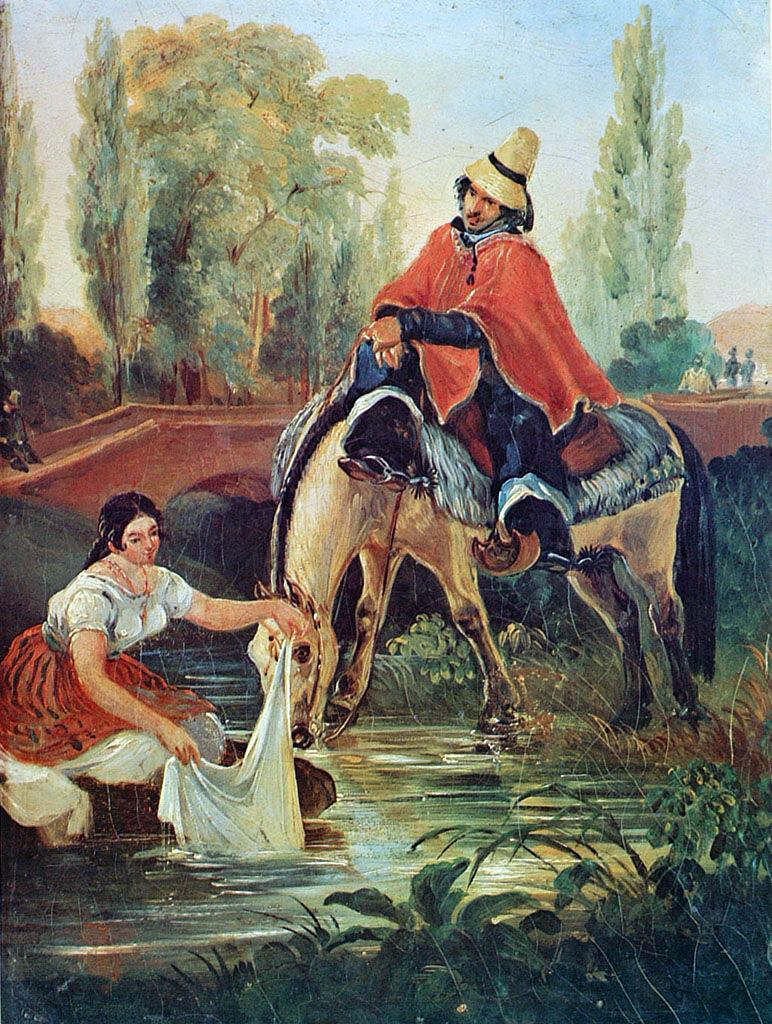
الحواس والغسّالة، بريشة ماوريسيو روجنداس.

يدل الفولكلور في شيلي أو تراث تشيلي على مجموعة الحرف اليدوية والرقصات والنكات والعادات والقصص، القصص الشفوية والأساطير والموسيقى والأمثال والخرافات وغيرها، المشتركة بين مجموعة سكانية معينة، بما في ذلك تقاليد الثقافة المذكورة، الثقافة الفرعية أو المجموعة الاجتماعية التي تحدث في جميع أنحاء الأراضي الوطنية، وكذلك دراسة هذه الأمور.
نظرًا للخصائص الثقافية والديموغرافية لذلك البلد، فهو ناتج عن سوء التصنيف الذي أنتجته العناصر الأوروبية مع العناصر الأصلية خلال فترة استعمار تشيلي. نظرًا لأسباب ثقافية وتاريخية، تختلف أشكال التعبير الثقافي بشكل ملحوظ في مناطق مختلفة من البلاد، ولهذا السبب يتم تصنيف وتمييز أربعة مناطق كبيرة في البلاد: المناطق الشمالية والوسطى والجنوبية.
تتميز المنطقة الشمالية بمظاهر ثقافية متنوعة تجمع بين تأثير شعوب الأنديز الأصلية وتأثير الغزاة الإسبان والأفارقة، حيث تضاف أهمية الاحتفالات والتقاليد الدينية، وتسليط الضوء على ديابلادا ومهرجان لا تيرانا.
تعرف المنطقة الوسطى بشكل أساسي من خلال التقاليد الريفية في ريف تشيلي وما يسمى بثقافة هواسا، والتي تمتد بين منطقتي كوكيمبو وبيوبيو، في الغالب. نظرًا لأن معظم سكان شيلي يتركزون في هذه المنطقة الجغرافية، فإنه يعد تقليديًا الهوية الثقافية الرئيسة للبلد وييتجلى في منتصف سبتمبر، خلال الاحتفال بالأعياد الوطنية. إن التراث في المنطقة الوسطى لشيلي له جذور إسبانية في الغالب، والتي تتجلى في موسيقاها والآلات الموسيقية المستخدمة (القيثارات، القيثارات، الأكورديون) والتقاليد الشفهية (الأقوال والقصص والشعر) والأزياء المستخدمة (والتي في الواسو هي أساسا من أصل أندلسي). كل ما سبق كان بسبب أن الشعوب الأصلية وثقافة أجدادهم اختفت من المنطقة الوسطى في تشيلي في بداية القرن الثامن عشر.
في المنطقة الجنوبية، تسود ثقافة المابوتشي وتقاليد هاسيندا في لا أراوكانيا، بينما يسود النفوذ الألماني بالقرب من فالديفيا وأوسورنو ولانكويو. من ناحية أخرى، نشأت ثقافة مع الأساطير الخاصة بها في أرخبيل شيلوي، نشأت عن التوفيق بين المعتقدات الأصلية والإسبانية.
وقد ولدت في المنطقة الجنوبية هوية متأثرة بالمهاجرين، سواء تشيلوي ووسط البلاد.
الهوية الثقافية لجزيرة إيستر فريدة من نوعها بسبب تطور ثقافة بولينيزية منذ زمن سحيق معزولة تماما لعدة قرون.
في عام 2007، حددت الحكومة يوم 22 أغسطس «اليوم الوطني للفنون الشعبية». ومع ذلك، منذ عام 2008، لاحظت نفس الحكومة هذا الحدث في 4 أكتوبر.  

## دراسة التراث في تشيلي

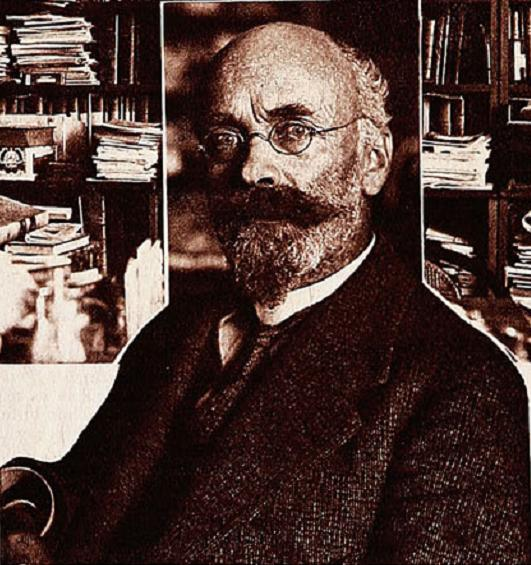
رودولفو لينز في عام 1915.

تم تطوير دراسة التراث في تشيلي بشكل منهجي منذ نهاية القرن الماضي، التاسع عشر، ويرجع ذلك أساسا إلى التأثير الألماني للمؤلفين مثل هيردر والأخَوان غريم. في هذا العمل المتمثل في تجميع التقاليد الشعبية لشعب التشيلي والشعوب الأصلية، برز بشكل أساسي، ليس فقط في دراسة التراث الوطني، ولكن أيضًا في أمريكا اللاتينية، من بين آخرين، رامون لافال ووخوليو فيكونيا وورودولفو لينز وخوسيه توريبيو ميدينا وتوماس غيفارا، فيليكس دي أوغستا. قاموا معاً بتكوين مجموعة وثائقية وناقدة هامة حول الأدب الشفهي (القصص والشعر والأقوال وما إلى ذلك) واللغات الأم واللهجات الإقليمية وعادات الفلاحين والسكان الأصليين. لقد نشروا، بشكل رئيس دراسات لغوية وفلسفية وقواميس ودراسات مقارنة عن التراث الوطني لأمريكا اللاتينية ومجموعات من القصص والشعر والتقاليد الدينية، إلخ.
في عام 1909، بمبادرة من رامون لافال، وخوليو فيكونيا سيفوينتس، والباحث واللغوي الألماني رودولف لينز، تم تأسيس جمعية الفولكلور الشيلي، وهي الأولى من نوعها في أمريكا، والتي ستندمج بعد ذلك بسنتين مع الجمعية التشيلية للتاريخ والجغرافيا.

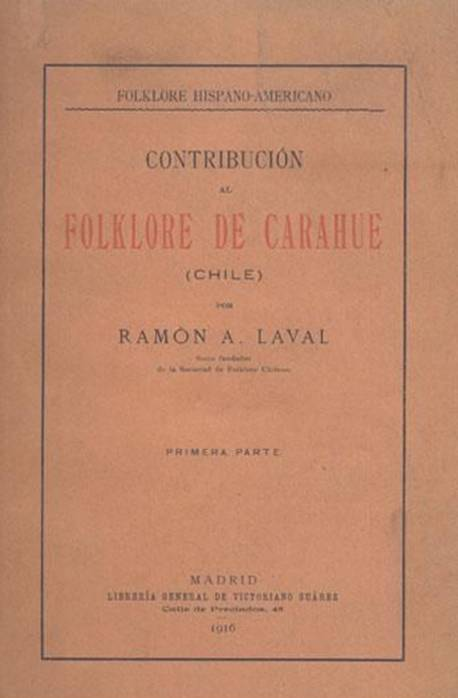
مساهمة في تراث كاراهو، رامون لافال ألفيال، 1916.

كان رودولف لينز، عالم اللغويات، والمعجمي والباحث في التراث الألماني التشيلي، منذ وصوله إلى البلاد في عام 1890 م، أساسا في دراسة التراث التشيلي. ويعد اليوم واحد من أعلى المراجع في علم لغة مابوتشي من أواخر القرن التاسع عشر وأوائل القرن العشرين. في نفس العام من عام 1893 م، نشر مقاله Beiträge zur Kenntnis des Amerikanospanischen («المساهمة في معرفة الإسبانية في أمريكا»). في هذا العمل، وصف لينز، بعد تحليل التطور الديموغرافي والتاريخ الثقافي في تشيلي، الأنظمة الصوتية للغة المابوتشي وتلك الخاصة بالاسبانية التشيلية، مشيرًا إلى أكثر من عشر سمات تميز، في رأيه، اللغة الإسبانية التشيلية عن بقية اللهجات الإسبانية، والتي هي نتيجة لتأثير الركيزة على اللغة الإسبانية المنطوقة في ذلك البلد. بالإضافة إلى ذلك، ألّف قاموساً أصلياً للأصوات التشيلية المشتقة من اللغات الأصلية (1905-1910). في مجال التراث في تشيلي، كان أيضًا عمله الرائد، حيث نشر في عام 1894 م أول عمل معروف عن القيثارة الشعبية وحفز تشكيل فريق من التراثيين الشباب الذين شكلوا الجيل الأول في الدراسات المتعلقة بالثقافات الشعبية. من بين تلاميذه، رامون لافال ألفيال وخوليو فيكونيا، الذين جمعوا خلال العقدين الأولين من القرن العشرين مادة قيّمة عن التقاليد السحرية والدينية للقطاعات الشعبية والرومانسية والشعر الشعبي والألغاز والأساطير والأساطير التقليدية. كما أن لينز له أيضًا مجموعة الشعر الشعبي للقرن التاسع عشر والمقال المهم «حول الشعر الشعبي»، الذي طُبع في سانتياغو، تشيلي في عام 1919. وصل تأثير مبادئها وأساليبها في علم أصول التدريس إلى جميع فروع البحث.
كان رامون لافال أيضًا أحد رواد التراثيين التشيليين في أوائل القرن العشرين. وأشار إلى العمل الميداني المفصل الذي قام به في المناطق الريفية مثل كاراهيو،  الواقعة في جنوب تشيلي، والدراسة التي قارن بها مظاهر مختلفة من الثقافة الشعبية مع نظيراتها الأوروبية. من بين أعماله: اللاتينية في الفولكلور التشيلي (1910)، الصلوات والتعاويذ (1910)، الحكايات التشيلية التي لا تنتهي أبدًا (1910)، المساهمة في الفولكلور في كاراهيو (1916)، التقاليد والأساطير والحكايات التي جُمعت من التقاليد الشفوية لكاراهيو(1920)، وعلم التشيلي (1923)، والقصص الشعبية في تشيلي (1923) وحكايات بيدرو أورديماليس (1925)، وأخرى.

## الموسيقى والرقصات التقليدية لشيلي

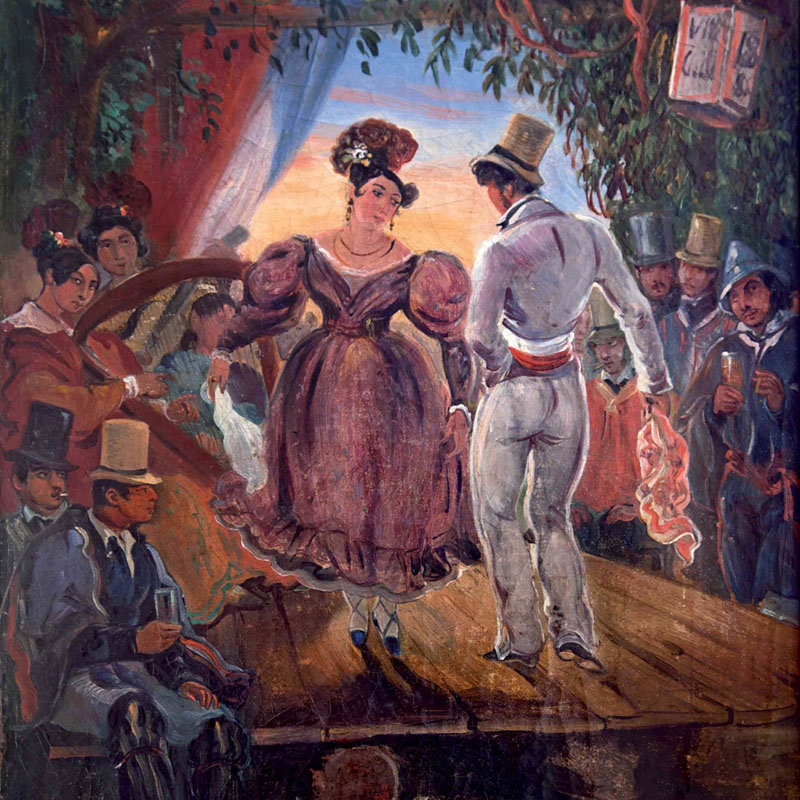
كويكا (ماوريسيو روجنداس، 1843).

وفقًا لمذكرات إقامتي في تشيلي في عام 1822 م بقلم ماريا جراهام، يشير الملحن والباحث بابلو غاريدو إلى أنه "[منزل] كوتابوس، حيث أن الكاتب الإنجليزي بقي في سانتياغو، ورأى غراهام رقصة أليماندا والفرقة ورقصات إسبانية في أنجوستورا دي باين، والوطن لمجموعة من الفتيات الفلاحات في ميليبيلا». 

### رقصات المنطقة الوسطى

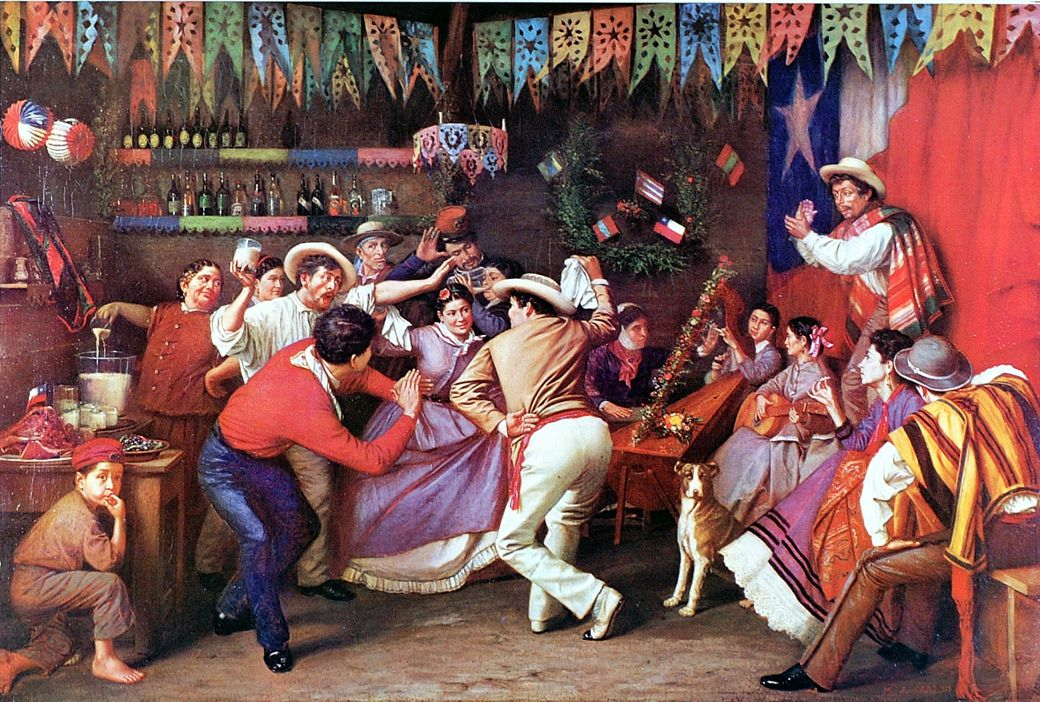
الزاماكواكا (مانويل أنطونيو كارو، 1873).

في المنطقة الوسطى من البلاد، تأثرت أشكال التعبير الفولكلوري بشدة بالاستعمار الإسباني واستقرت بعض الرقصات التقليدية التي لا تزال قائمة حتى يومنا هذا. تمارس الكويكا بكونها رقصة شعبية وطنية، أكثر من أية منطقة أخرى في البلاد.
رقصات أخرى جديرة بالملاحظة، على الرغم من أنها محدودة جدا على عدد قليل من المناطق الريفية هي الجاتو وجوتا والمازاموراوالمازوركا في بوينس آيرس، وريسفالوسا. أيضا أبطال هذه المنطقة هم الركض، والبولكا والفالس، على الرغم من أن كل ذلك كان فولكلورا في وقت سابق، إلا أنها تتركز حاليا في الحقول والمدن.
في هذه المناطق، لا يمكن تجاهل وجود الفولكلور، عن طريق الرقصات، في مراكز الترفيه وفي معظم الاحتفالات اليومية، مثل المعمودية وأعياد الميلاد وحفلات الزفاف والجنازات والعلوم. أيضا، في الطلب والشكر في أوقات الحصاد، وأعمال الزراعة والحصاد وبناء المساكن، من بين أمور أخرى.
خلال معظم تاريخها، لم يكن لشيلي رقصة رسمية بسبب عدم تجانس رقصاتها التقليدية. تأسست الكويكا رسميا لتكون رقصة وطنية لتشيلي في 6 نوفمبر 1979.

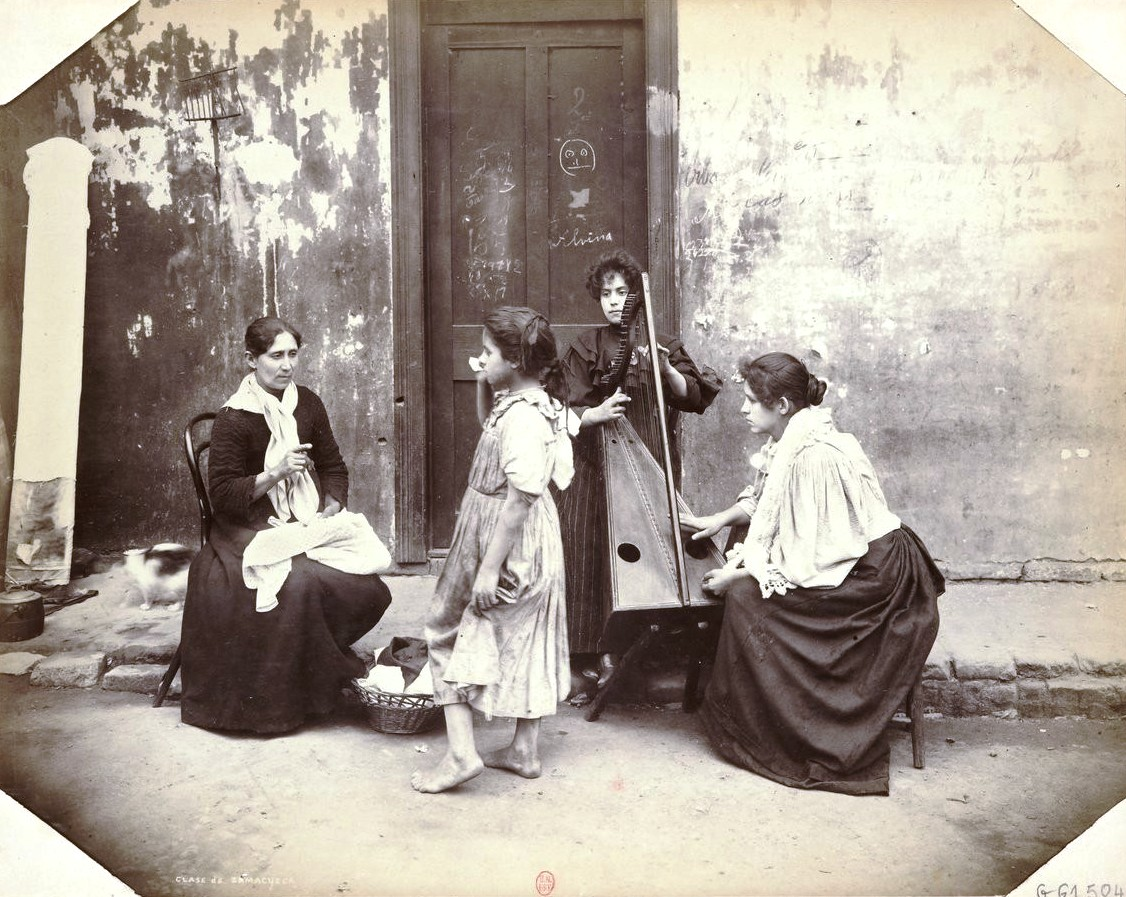
صف زاماكويكا في نهاية القرن 19.

الآلات الموسيقية المستخدمة في الفولكلور في المنطقة الوسطى:
- جيتار (كوردوفون) . الأكثر انتشارا من الآلات الموسيقية في كل من تشيلي وفي جميع البلدان الناطقة بالإسبانية، كنسخة من كيتارا اليونانية. كان لدى الأسبان ستة خيوط بسيطة. كان للجيتار البدائي في تشيلي ستة خيوط مزدوجة. صندوقه الخشبي مع فم دائري في الوسط وصاري مع الحنق، هي بعض من خصائص الإيتار الحالي. لا تلعب أي آلة موسيقية مثل الجيتار، تليها الأكورديون وأنواع مختلفة من خشخيشات.

- القيثارة (كوردوفون) . إنها أداة شعبية وكلاسيكي، تم نشرها خلال القرن الماضي. يتم استخدامه بين أكونكاجوا وروبل، في الفرق الشعبية. يكاد يكون مثلثيًا ويتكون من ثلاثة عناصر أساسية: لوحة الصوت والعمود والقوس أو صندوق التثبيت الذي يبقي السلسلة متوترة على الصندوق. لديها ما بين 33 و 34 سلسلة.

- جيتار تشيلي (كوردوفون) . الجيتارالتشيلي هو مركب متعدد المكوّنات يحتوي على 25 سلسلة، مُجمَّعة في خمسة أوامر رئيسية على لوحة الفريتس وأربعة أوامر أحادية اللون ثانوية، خارجها، تُدعى ديابليتوس. لها طول من السلاسل التي تتأرجح بين 46 و 64 سنتيمترًا. تؤكد الدراسات أن أصل هذه الأداة هو التشيلي، وهو ناتج عن براعة الشعب التشيلي. يستخدم بشكل أساسي في أغنية الشاعر .

- التشارينجو (كوردوفون) . إنه أداة تقليدية في الفولكلور في التشيلي. إنه طاولة بطول متر واحد أو أكثر، عرضه 35 أو خمسة وأربعون سنتيمتراً، مع خيوط ثابتة من سلك فولاذي رقيق جداً، تمدده زجاجتان مستديرتان أو مفضلتان توضعان على كلا الطرفين: بمجرد أن يتحقق التوتر اللازم، يتم وضع قطعتين من الخشب لمنع الزجاجات من الحركة وفقدان الانسجام.

- بانديرو (آيدوفون) . يتم تصنيع الدف مع إطار سداسي، حيث يتم تثبيت قطعة أو جلد رفيع جدًا على أحد جوانبها. تصنع المسودات على جانبي الإطار حيث توضع صفائح نحاسية أو برونزية، وأشكال شبه مقعرة لزيادة الصوت. يُغطى غطاء الرقعة بأسماك قشتالية أو شحم بقري لتوفير مقاومة للإبهام أثناء الفرك وتحقيق اهتزاز أفضل للأداة.

- تورمنت (آيدوفون) . يبلغ طول غرفة تورمينت 30 سنتيمترا وعرضها حوالي 20 سنتيمترا وارتفاعها 10 إلى 15 سنتيمترا، مع أربعة أرجل قابلة للطي. تم تشكيل الغطاء العلوي من خلال سلسلة من الألواح الفضفاضة المجهزة بنوع من الحواف بحيث لا يخرج منها. للسماح بصوت أعلى، لم يكن لديه غطاء أقل. في الداخل كان يعلق نوع من خشخيشات معدنية وتطفو على سطح السفينة مع عصا. هذا بالإضافة إلى الكاتشارينا.

### الموسيقى والرقصات في المنطقة الجنوبية
جنوب تشيلي ممطر والأنشطة التقليدية السائدة هي الزراعة والثروة الحيوانية. إن الرقصات والأغاني الخاصة بأفراد مابوتشي لها وظيفة دينية وتمارس في الغويلاتون . في العديد من الأماكن في المنطقة الجنوبية، فقدت خصائص الفولكلور المحلي وتم تقليد رقصات وأغاني المناطق الواقعة بالقرب منها. في العديد من الأماكن، أزاحت الكويكا في طريقها في المنطقة الوسطى جميع الرقصات الأخرى.
قام الألمان الذين هاجروا إلى مقاطعات فالديفيا وأوسورنو ولانكويو بتقديم الأكورديون، وخاصة اللون أو الزر الذي انتشر لاحقًا في جميع أنحاء الجزء الجنوبي من البلاد ودمج في الموسيقى الموجودة.

### الموسيقى الشعبية التشيلية

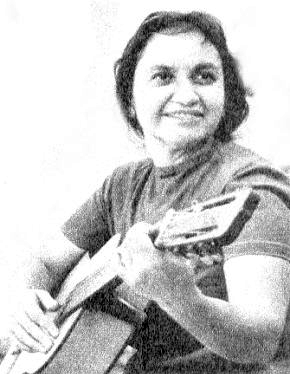
فيوليتا بارا

تتميز الموسيقى الشعبية التشيلية بمزيج من أصوات السكان الأصليين التقليدية مع الأصوات التي تأتي من إسبانيا. يعد cueca، وهو رقص وطني منذ عام 1979،  مثالًا جيدًا على ذلك: له خصائصه الخاصة اعتمادًا على مساحة البلد الذي يمثل فيه.
تم تنفيذ أكثر الفولكلور التقليدي  بمرور الوقت من قبل فنانين مختلفي، حيث سلط الضوء على البعض مثل مارجوت لويولا، ونيكانور موليناري ومجموعات مثل لوس دي رامون ولوس هواسوس كوينشروس. منذ أوائل الستينيات، مع ما يسمى نيوفولكلور،  وخاصةً خلال سبعينيات القرن العشرين، مع ما يسمى بالأغنية الشيلية الجديدة،  كان هناك تجدد للموسيقى الشعبية، مع الفنانين الذين حققوا في الأصول المسرحيات الموسيقية لبلدهم وتأليف وتفسير الموضوعات الخاصة بهم مستوحاة من هذه التحقيقات. تشمل هذه الحركة موسيقيين مثل فيكتور جارا وباتريكو ماناس وفايوليت بارا وغيرهم. كما كانوا مسؤولين عن نشر مجموعات الرقص المختلفة للتراث الموسيقي في تشيلي والحفاظ عليها حية.

### الموسيقى الأصلية
ويطلق عليه الموسيقى المحلية أو الأصلية للسكان الأصليين للفولكلور الذي صنعته بعض الأعراق الثقافية في البلاد. في تشيلي، هناك مثال واضح على المابوتشي، الذين استخدموا الموسيقى لأغراض دينية أو علاجية. الموسيقى الأصلية هي الموسيقى الوحيدة التي تأتي من الثقافات الأمريكية الأولى. إنها ليست موسيقى نشأت في أوروبا، مثل البقية، بعد غزو أمريكا. ومع ذلك، يجب أن نتذكر أن التأثير القادم من إسبانيا في هذه الفترة حدد بشكل ملحوظ معظم الأدوات المعتمدة، مثل الجيتار، الأكورديون، إلخ.

## التقاليد الأدبية الشفوية
تعد التقاليد الشعبية والفولكلورية المرتبطة بالأدب الشفهي (الشعر والقصص والأحاجي والأساطير والأساطير وغيرها) ذات ثروة كبيرة وتختلف وفقًا للمناطق الجغرافية. وبالتالي فهي تتميز عن تلك التي من أصل الكريول أو المستيزو، والتي يشار إليها عمومًا باسم «التشيلي»، أو تشير إلى الخصائص الجغرافية مثل تقاليد تشيلوتا أو هواسا، وتلك التي من أصل أصلي مثل تقاليد مابوتشي أو سيلكنام، بين الآخرين.

### الأساطير والخيال

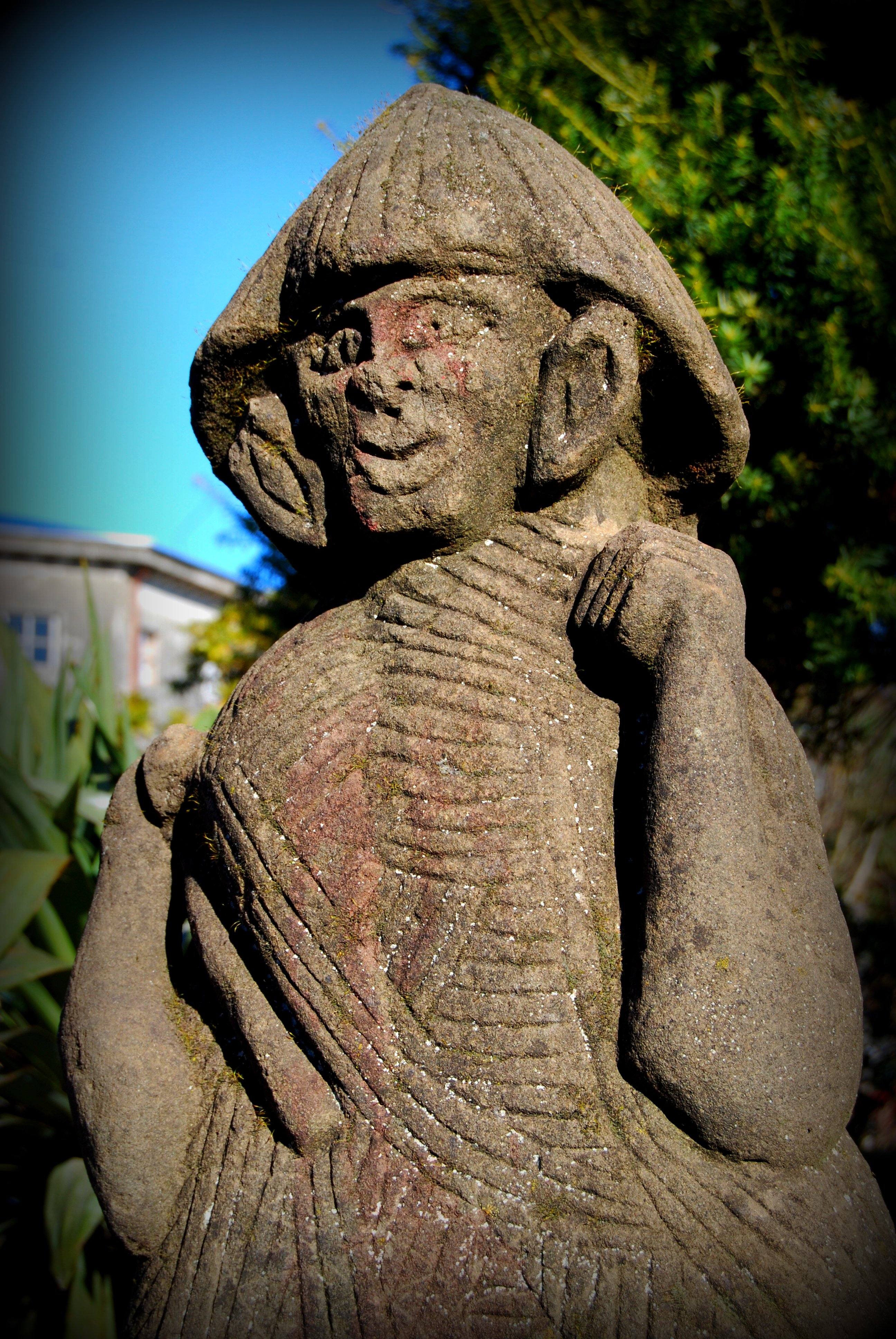
التراوكو، شخصية مشهورة من الأساطير التشيلية.

الأساطير التشيلية هي الاسم الذي يطلق عليه تعيين مجموعة الأساطير والأساطير التي تشكلها تقاليد متنوعة للغاية داخل أراضي تشيلي تنتمي إلى مجموعة الأساطير وأساطير أمريكا الجنوبية . تتميز بتبنيها العديد من الأساطير والأساطير حول معتقدات الشعوب الأصلية في الأراضي الشيلية وغيرها من أصل أوروبي، والتي تأتي أساسًا من المستعمرين الإسبان.
تسبب هذا التنوع في مصادر المعتقدات في بعض الحالات في حدوث التوفيق أو اندماج كائنات مختلفة، من هذه الأصول الأسطورية المتنوعة، التي أكملت الأساطير التشيلية وفرقت بينها.
وبالمثل، فإن الاختلافات في المناظر الطبيعية والمناخات الموجودة في الأراضي الشيلية قد شكلت مناطق جغرافية محددة عاشت خلال ظروف تاريخية مختلفة، مما فضل ظهور معتقدات وأساطير مختلفة وجديدة أدت إلى إثراء الأساطير في هذه المنطقة.

### الشعر الشعبي

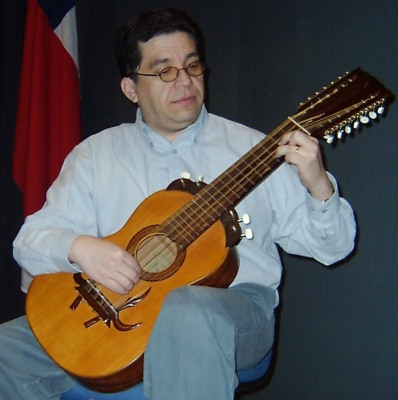
العزف على الجيتار التشيلي.

يُدعى غنائا شعريا بالتقليد الموسيقي والأدبي القديم لتشيلي، الذي تم تأطيره في الشعر الشعبي.
في الفولكلور التشيلي في الوادي المركزي لشيلي، كان هناك، حتى منتصف القرن العشرين، تقسيم صارم للشعر والموسيقى الشعبية وفقًا لجنس المؤدي، حيث يعرض كل فرع حججه ومقاييسه والغناء والأدوات: 
- يمثل المغنون الفرع الأنثوي ويكرسون أنفسهم لزراعة أشكال موسيقية قصيرة، لا سيما اللحن والكويكا، بالإضافة إلى رقصة البولكا والفالس. عادة ما تكون التراكيز رباعيات ثمينة الشكل والمرافقة مع القيثارة والغيتار. كانت موضوعات هذه القطع خفيفة ومبهجة، ولكن بشجب دقيق أو خيبة أمل أو مفارقة إذا تم إيلاء المزيد من الاهتمام.

- تم تكريس المغنين لتكوين وإعلان قطع أكثر شمولية، مؤلفة من أعشار، كونها مواضيع أو أسس رومانسية (ملحمة)، كلمات خطيرة والغناء المفاجئ. هذا الفرع هو الفرع الذي يشكل الأغنية للشاعر، حيث يتم تمييز التقسيمين العظيمين: الأغنية للإنسان والأغنية الإلهية.

وصل هذا الشكل من الضرب في المستعمرة وانتشر في جميع أنحاء أمريكا. في تشيلي، نجد في هذه الفترة آيات الكهنة لوبيز وموران وأتييزا (الدومينيكيين)، والتي استخدموها للتعليق على مواقف الحياة اليومية والفكاهة. نجد أيضا آيات الكابتن موخيكا.
داخل أغنية الأغنية للإنسان، يوجد ما يعرف في المخروط الجنوبي باسم بايا أو بايادا، وهو فن موسيقي شاعري ينتمي إلى الثقافة الإسبانية، حيث يقوم شخص ما، أي العراف، بتلاوة تلاوة قافية مصحوبة بغيتار . عندما يكون بايادا عبارة عن دويتو، يُطلق عليه «نقطة مقابلة» ويأخذ شكل مبارزة سونغ، حيث يجب على كل دافع الإجابة عن طريق دفع أسئلة خصمه، ثم المضي في طرحها بالطريقة نفسها. عادةً ما تستمر ساعات الثنائي هذه لساعات وأحيانًا أيام وتنتهي عندما لا يجيب أحد المطربين على الفور على سؤال متسابقه.
وهو فن متعلق بإقليم الباسك وجليقية، وغيرها. يستجيب هذا النوع من «المناقشة الجدلية» لنمط كان موجودًا في عدد كبير من الثقافات، وهو جزء من التقاليد الآسيوية والثقافات اليونانية والرومانية وتاريخ البحر المتوسط الإسلامي.
تعد البايا فنًا مشهورًا جدًا في المنطقة الوسطى من تشيلي وهو جزء مهم جدًا من ثقافة الفلاحين أو الهواسا . المقاطع الأكثر استخداما هي الرباعية والعاشرة. اضطهدته السلطات خلال القرن التاسع عشر، وأصبحت كلماتها معروفة باسم «الليرة الشعبية».
في الخمسينيات من القرن العشرين، أخذ سانتوس روبيو، المغني الشعبي الأعمى، المهرجين إلى شركات التسجيلات ؛ خلال السنوات التالية تم نشر الأقراص والأشرطة مع تسجيلات اجتماعات دافعي. خلال التسعينيات، في إذاعة أمبرال، تم الحفاظ على برنامج مهرج أسبوعي حيث استجاب دافعو بيدرو يانيز وإدواردو بيرالتا للمقترحات والتحديات التي طلبها الجمهور عبر الهاتف.
بانتظام هناك اجتماعات تنظمها بعض البلديات أو المؤسسات الاجتماعية حيث يشارك دافعو من جميع أنحاء البلاد. هذه الأنشطة تبقي هذا الفن ساري المفعول للأجيال الجديدة.
ليبوريو سيلغاد يقال إنه دفع مع الشيطان، وهي أسطورة تتكرر في بلدان أمريكا اللاتينية الأخرى: في الأرجنتين تنسب حكاية مماثلة إلى سانتوس فيغا، وفي كولومبيا إلى فرانسيسكو موسكوت.
في باتاغونيا الشيلية، ثقافة الغاوتشو موجودة وهي على غرار الأرجنتين وأوروغواي.

## الروابط الخارجية
- الفولكلور في musicapopular.cl
- الموسيقى التشيلية
- cuecas التشيلي والإيقاعات
- مهرجان الفولكلور الوطني